# Metro Ligero 2 (Metro de Madrid)

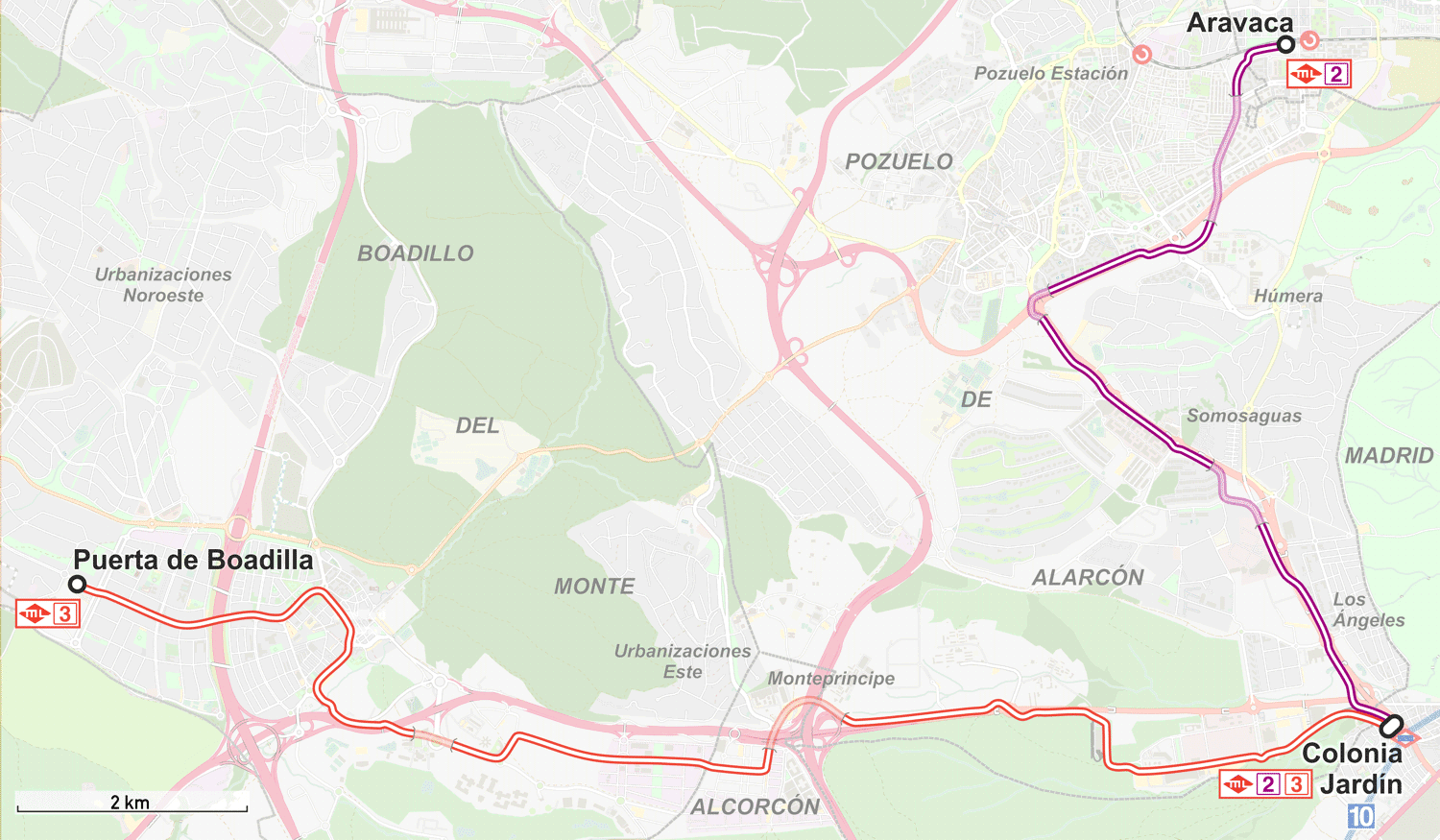
Metro Ligero 2

A Metro Ligero 2  do Metro de Madrid é um linha de metro ligeiro pertencente ao sistema metroviário que atende a capital espanhola.

Tem uma extensão de 8,630 km, e conta com 13 estações.
Foi inaugurado em 24 de maio de 2007.

## Ligação externa
- «Sítio oficial»